# Llano de Maguey
Llano de Maguey är en ort i Mexiko.   Den ligger i kommunen Atlamajalcingo del Monte och delstaten Guerrero, i den sydöstra delen av landet, 250 km söder om huvudstaden Mexico City. Llano de Maguey ligger 1 824 meter över havet och antalet invånare är 438.
Terrängen runt Llano de Maguey är varierad. Runt Llano de Maguey är det ganska tätbefolkat, med 65 invånare per kvadratkilometer. Närmaste större samhälle är Malinaltepec, 7,3 km väster om Llano de Maguey. I omgivningarna runt Llano de Maguey växer huvudsakligen savannskog.